# Zeilen op de Olympische Zomerspelen 1936

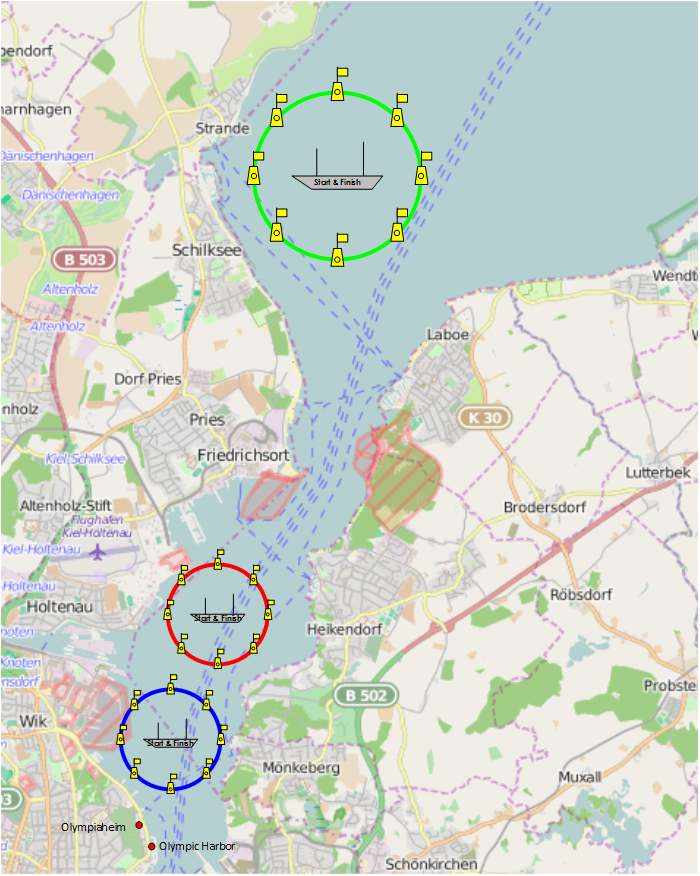
de locatie van de zeilwedstrijden

Zeilen is een van de sporten die beoefend werden tijdens de Olympische Zomerspelen 1936 in Berlijn. De zeilraces vonden plaats in de Kieler Fjord bij de Noord-Duitse stad Kiel.
Er werd in vier open klassen om de medailles gestreden. De Zweedse Dagmar Salén werd bronzen medaillewinnares als bemanningslid in de 6m R-klasse.
Voor Nederland behaalde Daan Kagchelland een gouden medaille in de "Eenmans Olympiajol" en een bronzen medaille door Bob Maas en Willem de Vries Lentsch sr. in de "Star klasse". België behaalde op deze Spelen geen medailles bij het zeilen.

## Heren

### Eenmans Olympiajol
| rang   | sporter             | land             |
| ------ | ------------------- | ---------------- |
| Goud   | Daan Kagchelland    | Nederland        |
| Zilver | Werner Krogmann     | Duitsland        |
| Brons  | Peter Markham Scott | Groot-Brittannië |

### Star klasse
| rang   | sporter                             | land      |
| ------ | ----------------------------------- | --------- |
| Goud   | Peter Bischoff / Hans-Joachim Weise | Duitsland |
| Zilver | Arvid Laurin / Uno Wallentin        | Zweden    |
| Brons  | Willem de Vries Lentsch / Bob Maas  | Nederland |

### 6m R-klasse
| rang   | sporter                                                                                 | land             |
| ------ | --------------------------------------------------------------------------------------- | ---------------- |
| Goud   | Miles Bellville / Russell Harmer / Charles Leaf / Leonard Martin / Christopher Boardman | Groot-Brittannië |
| Zilver | Magnus Konow / Karsten Konow / Frederik Meyer / Vaadjuv Nyquist / Alf Tveten            | Noorwegen        |
| Brons  | Sven Salén / Lennart Eckdahl / Martin Hindorff / Tortsen Lord / Dagmar Salén            | Zweden           |

### 8m R- klasse
| rang   | sporter | land      |
| ------ | --- | --------- |
| Goud   | Giovanni Reggio / Bruno Bianchi / Luigi De Manincor / Domenico Mordini / Luigi Poggi / Enrico Poggi                  | Italië    |
| Zilver | Olav Ditlev-Simonsen / Hans Struksnæs / Lauritz Schmidt / Nordahl Wallem / Jacob Tullin Thams / John Ditlev-Simonsen | Noorwegen |
| Brons  | Hans Howaldt / Alfried Krupp / Felix Scheder-Bieschin / Eduard Mohr / Fritz Bisschoff / Otto Wachs                   | Duitsland |

## Medaillespiegel
| rang   | land             | goud | zilver | brons | total |
| ------ | ---------------- | ---- | ------ | ----- | ----- |
| 1      | Duitsland        | 1    | 1      | 1     | 3     |
| 2      | Groot-Brittannië | 1    | 0      | 1     | 2     |
| 2      | Nederland        | 1    | 0      | 1     | 2     |
| 4      | Italië           | 1    | 0      | 0     | 1     |
| 5      | Noorwegen        | 0    | 2      | 0     | 2     |
| 6      | Zweden           | 0    | 1      | 1     | 2     |
| totaal | totaal           | 4    | 4      | 4     | 12    |

Athene 1896 · 
Parijs 1900 · 
St. Louis 1904 · 
Londen 1908 · 
Stockholm 1912 · 
Antwerpen 1920 · 
Parijs 1924 · 
Amsterdam 1928 · 
Los Angeles 1932 · 
Berlijn 1936 · 
Londen 1948 · 
Helsinki 1952 · 
Melbourne 1956 · 
Rome 1960 · 
Tokio 1964 · 
Mexico-stad 1968 · 
München 1972 · 
Montréal 1976 · 
Moskou 1980 · 
Los Angeles 1984 · 
Seoel 1988 · 
Barcelona 1992 · 
Atlanta 1996 · 
Sydney 2000 · 
Athene 2004 · 
Peking 2008 · 
Londen 2012 · 
Rio de Janeiro 2016 · 
Tokio 2020 · 
Parijs 2024 · 
Los Angeles 2028

Medaillewinnaars
Atletiek · Basketbal · Boksen · Gewichtheffen · Handbal · Hockey · Honkbal (demonstratie) · Kanovaren · Kunstwedstrijden · Moderne vijfkamp · Paardensport · Polo · Roeien · Schermen · Schietsport · Schoonspringen · Turnen · Voetbal · Waterpolo · Wielersport · Worstelen · Zeilen · Zweefvliegen (demonstratie) · Zwemmen